# Генрих Саксен-Вейсенфельский
Генрих Саксен-Вайсенфельсский (нем. Heinrich von Sachsen-Weißenfels; 29 сентября 1657, Галле — 16 февраля 1728, Барби) — герцог Саксен-Вейсенфельс-Барби с 1680 года.

## Биография
Генрих был четвёртым сыном Саксен-Вейсенфельсского герцога Августа и его первой жены Анны Марии Мекленбург-Шверинской. Будучи четвёртым сыном, он имел мало шансов на наследование герцогства, и поэтому его отец, который был ещё и администратором магдебургской епархии, сделал его в 1674 году пробстом Магдебурга.
Дед Генриха курфюрст Иоганн Георг I был ещё и феодальным сюзереном графства Барби. Когда он выделил апанажи младшим сыновьям, то Августу и его наследникам, помимо Саксен-Вейсенфельса, он также гарантировал права на графство Барби в случае пресечения управляющей им графской линии. В 1659 году Август Людвиг Барби-Мюлингенский скончался, не имея наследников мужского пола, и в соответствии с волей Иоганна Георга I, часть его земель перешла Августу Саксен-Вейсенфельскому, который стал ещё и графом Барби.
После кончины Августа Саксен-Вейсенфельсского в 1680 году Генрих, который в то время был уже деканом Кафедрального собора Магдебурга, унаследовал по завещанию титул графа Барби. Так как Генрих имел (наряду с братьями) претензии на титул герцога Саксен-Вейсенфельсского, то он стал герцогом Саксен-Вейсенфельс-Барби. Этот титул не давал ему ни места в Рейхстаге, ни власти над герцогством Саксен-Вейсенфельс, а лишь демонстрировал политическую зависимость от основной ветви рода и курфюршества Саксония.
Правление Генриха в Барби привело к экономическому и культурному развитию территории. Генрих также принял участие в Великой Турецкой войне, где отличился вместе с двоюродным братом Кристианом.
С 1687 года Генрих оставил старую резиденцию и начал строительство нового замка Барби, план для которого составил Иоганн Арнольд Неринг. Так как строительство должно было завершиться лишь в 1715 году, то Генрих с женой проводили много времени в Дессау у Иоганна Георга II Ангальт-Дессауского и Леопольда I Ангальт-Дессауского.
В 1688 году Генрих перешёл из лютеранства в кальвинизм.

## Семья и дети
30 марта 1686 года Генрих женился в Дессау на Елизавете Альбертине Ангальт-Дессауской (её прапрабабушкой была Агнеса Барби-Мюхлингемская, что дало Генриху кровную связь с княжеством Барби). У них было восемь детей:
- Иоганн Август (1687—1688)
- Иоганн Август (1689—1689)
- мертворождённые близнецы (1690)
- Фридрих Генрих (1692—1711)
- Георг Альбрехт (1695—1739)
- Генриетта Мария (1697—1719)
- мертворождённая дочь (1706)